# Chiesa della Beata Vergine delle Grazie (Adria)
La chiesa della Beata Vergine delle Grazie è un edificio religioso sito a Fasana Polesine, frazione, ma già comune autonomo, del Comune di Adria, in provincia di Rovigo.
Costruita nella prima parte del XVII secolo sul luogo di un precedente più angusto edificio, la chiesa, sede parrocchiale, nonostante la relativa vicinanza al capoluogo basso polesano, fa parte del vicariato di Cavarzere e diocesi di Chioggia.